# Arnoldo Alemán
José Arnoldo Alemán Lacayo (n. 23 de gener de 1946 a Managua és un polític i empresari nicaragüenc, President de Nicaragua entre el 10 de gener de 1997 i el 10 de gener de 2002.
Fill de pares liberals i importants funcionaris públics de l'època de la dictadura dinàstica dels Somoza (pertanyien al Partit Liberal Nacionalista PLN), va arribar a ocupar importants càrrecs en l'administració estatal. Alcalde de Managua el 1990 per la Unió Nacional Opositora UN i després President de la Nació, avui dia és més recordat pels escàndols de corrupció que van estar presents al seu govern. Ha estat considerat un dels 10 caps d'estat més corruptes del món, situat en el 8è lloc, a més malgrat ser molt volgut per part dels nicaragüencs la signatura del pacte polític per a la repartició dels poders de l'estat amb Daniel Ortega Saavedra sota àmpliament la seva popularitat. Ha estat un mig productor cafetalero es va presentar com a candidat del Partit Liberal Constitucionalista.